# 이원천 (울산)
이원천은 울산광역시 북구 중산동의 함월산 회양골에서 발원하여 서류하다가 태화강의 지류인 동천강으로 흘러드는 강이다. 지류로는 갓안앞천이 있다.